# Olea europaea var. europaea
Olea europaea subsp. europaea é uma variedade de planta com flor pertencente à família Oleaceae.

## Portugal
Trata-se de uma variedade presente no território português, nomeadamente em Portugal Continental.
Em termos de naturalidade é introduzida na região atrás indicada.

## Protecção
Não se encontra protegida por legislação portuguesa ou da Comunidade Europeia.